# Moonrise Kingdom
Moonrise Kingdom es una película estadounidense de comedia dramática de 2012, dirigida por Wes Anderson, escrita por Anderson y Roman Coppola y protagonizada por un reparto coral compuesto por Jared Gilman, Kara Hayward, Bruce Willis, Edward Norton, Bill Murray, Frances McDormand, Tilda Swinton, Jason Schwartzman, Bob Balaban y Harvey Keitel.

## Argumento
En 1965, en una idílica isla de Nueva Inglaterra llamada New Penzance, un huérfano de 12 años de edad, Sam Shakusky (Jared Gilman), está asistiendo a un campamento de verano de los Boy Scouts, el campamento Ivanhoe, dirigido por el maestro Scout Ward (Edward Norton). Suzy Bishop (Kara Hayward) vive en la isla con sus padres abogados Walt (Bill Murray) y Laura (Frances McDormand) y tres hermanos más jóvenes en una casa llamada Fin del verano (Summer's End). Sam y Suzy se había conocido el verano anterior, en 1964, durante una actuación en la iglesia de El diluvio de Noé y se convirtieron en amigos por correspondencia desde entonces. Al relatarse sus respectivos problemas pactan reunirse en secreto y huir juntos. Sam trae el equipo de camping y Suzy trae seis libros, su gato en una jaula y un tocadiscos portátil. Pasan varios días de excursión y acampan juntos en el desierto con el objetivo de llegar a una ensenada aislada en la isla, a la que llaman Moonrise Kingdom. Los padres de Suzy, la policía y el Jefe de Tropa de los Scouts finalmente los encuentran en la cabaña.
Los padres de Suzy la llevan a su casa y le prohíben ver a Sam otra vez. Sam se queda con el capitán de la policía Sharp (Bruce Willis), mientras esperan a Servicios Sociales (Tilda Swinton), que colocarán a Sam en un "refugio juvenil" porque sus padres adoptivos ya no quieren recibirlo. Los exploradores, que anteriormente no eran amables con Sam, deciden que es su deber ayudar a que los jóvenes amantes huyan de nuevo. Suzy, Sam y los otros exploradores buscan la ayuda del primo Ben (Jason Schwartzman), un familiar mayor de uno de los exploradores que trabaja en el campamento de verano de los Scouts Fort Líbano, dirigido por el Comandante Pierce (Harvey Keitel). Después de muchas idas y vueltas, Sam y Suzy son detenidos en una torre de la iglesia durante un huracán violento e inundaciones repentinas. El campanario es destruido por un rayo, pero todos sobreviven.
Sharp decide convertirse en el tutor legal de Sam, salvándolo del orfanato y lo que le permite permanecer en la isla y mantener el contacto con Suzy. En Fin del verano Sam pinta un paisaje de la isla y luego se desliza por la ventana cuando Suzy y sus hermanos son llamados a la cena.

## Reparto
- Jared Gilman como Sam Shakusky.
- Kara Hayward como Suzy Bishop.
- Bruce Willis como el capitán Sharp.
- Edward Norton como el scout veterano Randy Ward.
- Bill Murray como Walt Bishop.
- Frances McDormand como Laura Bishop.
- Tilda Swinton como Servicios Sociales.
- Jason Schwartzman como el primo Ben.
- Harvey Keitel como el comandante Pierce.
- Bob Balaban como el narrador.

## Estreno

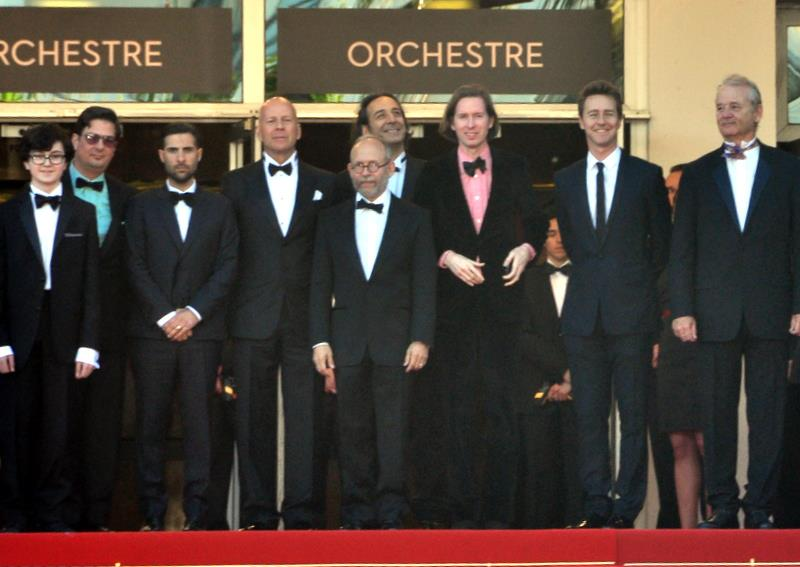
Director y reparto en el Festival de Cine de Cannes de 2012.

El estreno mundial de la película tuvo lugar el 16 de mayo de 2012, abriendo el Festival de Cannes, donde compitió en la sección oficial. Se estrenó en cines franceses el mismo día. El 25 de mayo se hizo un estreno limitado en Estados Unidos. En España se estrenó el siguiente 14 de junio.

## Críticas
Moonrise Kingdom recibió críticas positivas por parte de los críticos de cine. En el sitio web especializado Rotten Tomatoes, el 94 % de 200 críticas dieron a la película una valoración positiva, sosteniendo una puntuación media de 8.2/10. Según el consenso del sitio web: «Cálido, caprichoso, y conmovedor, el inmaculado enmarcado y hermosamente actuado Moonrise Kingdom presenta el escritor / director Wes Anderson en su mejor momento delicado».
En el sitio web Metacritic, el filme tiene una calificación ponderada de 84 sobre 100, basado en 43 comentarios, indicando que posee "aclamación universal".